# Стихометрија
Стихометрија је пракса бројања редова у текстовима: Стари Грци и Римљани су дужину својих књига мерили у редовима, као што се модерне књиге мере у страницама. Ову праксу су поново открили немачки и француски научници у 19. веку. Stichos (мн. stichoi) је грчка реч за „ред” прозе или поезије, а суфикс „-метрија” потиче од грчке речи за мерење.
Дужина сваког реда у Илијади и Одисеји, који су можда били међу првим дугим, записаним грчким текстовима, постала је стандардна јединица за античку стихометрију. Овај стандардни ред (Normalzeile), био је дугачак као епски хексаметар и садржао је око 15 слогова или 35 грчких слова.
Стихометрија је постојала из неколико разлога. Преписивачи су били плаћени по реду, а њихова накнада по реду понекад је била одређена законским декретом. Аутори су повремено цитирали одломке из дела других аутора наводећи приближан број реда. Купци књига користили су укупан број редова да би проверили да ли су преписани текстови потпуни. Библиотечки каталози наводили су укупан број редова у сваком делу заједно са насловом и аутором.
Научници верују да је стихометрија успостављена у Атини негде током 5. века п. н. е. када је преписивање прозних дела постало уобичајено. Стихометрија се кратко помиње у Платоновим Законима (око 347. п. н. е.), неколико пута код Исократа (почетак до средине 4. века п. н. е.), и код Теопомпа (крај 4. до почетка 3. века п. н. е.), али ове повремене референце сугеришу да је пракса већ била рутинска. Исти стандардни ред користио се за стихометрију међу Грцима и Римљанима око хиљаду година, све док стихометрија очигледно није изашла из употребе међу византијским Грцима у средњем веку, како су бројеви страница постали уобичајенији.
Стандардно дело о стихометрији је Stichometrische Untersuchungen од de из 1928. године, које сакупља резултате педесетогодишње научне дебате и истраживања. Данас стихометрија игра малу, али корисну улогу у истраживањима у различитим областима као што су историја античке књиге, папирологија и хришћанска херменеутика.

## Дефиниције
Постоје две врсте стихометрије: укупна стихометрија је пракса навођења укупног броја редова у делу. Делимична стихометрија је пракса укључивања низа бројева у маргине текста, обично да би се означио сваки стоти ред.
Стихометрија се понекад мешала са колометријом, праксом неких хришћанских аутора у касној антици да пишу текстове подељене на реторичке фразе како би олакшали извођење. Неки модерни јеврејски и хришћански научници користе „стихометрију” као синоним за стихографију, што је повремена пракса у древним списима да се текстови распоређују тако да сваки библијски или поетски стих почиње у новом реду.

## Докази за стихометрију
Библиотеке у Европи садрже многе средњовековне копије древних грчких и латинских текстова. Многе од њих садрже кратке белешке или „потписе” на последњој страници који, у стотинама случајева, дају укупан број редова у делу. У текстовима класичних аутора као што су Херодот и Демостен, ови укупни бројеви су изражени старијим, акрофонским бројевима који су се користили у Атини током класичног периода, али су напуштени негде током хеленистичког периода. Због тога се сматра да ови стихометријски укупни бројеви потичу, заједно са садржајем текстова, из веома раних издања.
Многи антички аутори помињу стихометрију. Гален се жали на опширност ривала и каже да може понудити опис у мање редова. У 1. веку п. н. е., један филозоф је критиковао Зенона из Китиона и цитирао одређене одломке наводећи њихов број реда до најближе стотине. Диоген Лаертије вероватно црпи из Пинакеса, објављеног каталога Александријске библиотеке, када извештава о укупном броју редова у опусима различитих аутора. Он каже, на пример, да је Спеусип написао 43.475, Аристотел 445.270, а Теофраст 232.808 редова. Челтенхемски канон наводи укупне бројеве редова за књиге у хришћанској Библији и завршава се анонимном белешком коју је очигледно написао трговац књигама у 4. веку н. е., када је пракса стихометрије можда постајала мање позната:

Пошто списак укупних бројева редова [књига у Библији доступних] у граду Риму није поуздан, а другде због похлепе није потпун, прошао сам кроз сваку појединачну књигу, бројећи 16 слогова по реду (као што се користи код Вергилија), и забележио број за сваку књигу у свима њима.

Почевши од 19. века, археолози су открили велики број мање-више фрагментарних грчких свитака у Египту. Оли описује и анализира око педесет папируса који пружају директне, древне доказе за укупну и делимичну стихометрију.

## Модерно поновно откриће
Фридрих Ричл, водећи немачки класичар средином 19. века, подстакао је интересовање за мистериозне бројеве пронађене на крају средњовековних рукописа расправљајући о њима у неколико својих есеја.
У чланку из 1878. године, који је Оли назвао „прекретничким”, Шарл Гро је доказао да су бројеви на крају средњовековних рукописа пропорционални дужини сваког дела и да заправо дају укупан број фиксне јединице једнаке хомерском реду. Ово откриће је успоставило концепт стандардног реда.
Проучавајући Кларков кодекс Платонових дијалога на Оксфорду, Мартин Шанц је приметио да изолована слова на маргинама два дијалога формирају алфабетски низ и означавају сваки стоти стандардни ред (алфа = 100, бета = 200, итд.). Успео је да покаже да и други рукописи имају сличне маргиналне ознаке. Његов чланак из 1881. године назвао је ову врсту бројања редова „делимичном стихометријом” и супротставио је „укупној стихометрији” коју је проучавао Гро.
Добро позната књига Теодор Бирта Природа античке књиге (1882) значајно је проширила истраживање стихометрије. Бирт је увидео да је Гроов пробој довео до низа увида о преписивачким праксама и издаваштву, цитатима и интертекстуалности, као и о врстама формата и издања коришћених у антици. Стихометрија је тако довела до шире студије просторне организације античких књига и њихових друштвених, економских и интелектуалних улога. Као што је рекао Херман Александар Дилс:

Истраживања недавно преминулог Шарла Гроа, прерано отетог из света науке, учинила су од сада непобитно сигурним да је стандардни ред (stichos) антике био јединица просторне дужине једнака хексаметру. Теодор Бирт је с правом подигао своју проницљиву и убедљиву Природу античке књиге на овом темељу.

Биртова књига од 550 страна била је подстакнута практичним питањима о античкој култури књига, али је прерасла у широку рееволуацију и реорганизацију нашег знања о античкој књижевности и интелектуалном животу. Његов увод је тврдио:

Природа књижевности антике и облик античке књиге узајамно су се условљавали. Контекст издаваштва обавијао је и модификовао књижевно стваралаштво. Дивиденде ових истраживања ће стога далеко премашити задовољење чисто антикварних задовољстава.

Многе Биртове теорије и интерпретације су застареле и замењене каснијим истраживањима, али он је трајно проширио и продубио методологије коришћене у историји античке књиге и повезао стихометрију са широким спектром интелектуалних и књижевних питања.
Године 1893, књига Џејмса Рендела Хариса Стихометрија проширила је ова нова открића на анализу стихометријских података пронађених у многим раним рукописима хришћанске Библије и других хришћанских текстова.
Године 1909, Доменико Баси је објавио преглед стихометријских ознака пронађених на папирусима ископаним у Херкуланеуму.
Крајем 19. и почетком 20. века, археолози су открили велики број фрагментарних, грчких свитака у египатским гробницама, мумијама и градским депонијама. Неки од њих садржали су стихометријске ознаке, а папиролози су се заинтересовали за питање да ли ови подаци пружају трагове који би помогли у поновном састављању фрагмената. Курт Оли је проучавао стихометрију пронађену у многим свицима ископаним у Херкуланеуму у Италији, али је његова књига из 1929. године Stichometrische Untersuchungen садржала потпун преглед ризнице новооткривених грчко-египатских папируса са стихометријским ознакама. Сматра се стандардним делом о стихометрији. Оли расправља о дужини стандардног реда, доказима о бројању слогова, различитим бројевним системима коришћеним у стихометријским извештајима, као и о циљевима и историји стихометрије међу Грцима, Римљанима и Византинцима. Олијев каталог древних папируса са стихометријом, заједно са Басијевим прегледом и извештајима о редовима у средњовековним рукописима које је прикупио Гро, пружају широк спектар доказа о древним стихометријским праксама и њиховој еволуцији кроз векове.

## Недавна истраживања и примене
Рудолф Блум је сумирао истраживања о стихометрији у каталогу Калимаха у Александријској библиотеци.
Холгер Еслер (Универзитет у Вирцбургу) расправљао је о улози стихометрије у текућим напорима да се реконструишу папируси ископани у Херкуланеуму.
Дирк Обинк (Универзитет у Оксфорду) користио је стихометрију у својој рестаурацији Филодемовог дела О побожности.
Џеј Кенеди (Универзитет у Манчестеру) тврдио је у неколико чланака и књизи Музичка структура Платонових дијалога, да је Платон бројао редове у својим дијалозима како би уметнуо симболичке одломке у правилним интервалима и тако формирао различите музичке и питагорејске обрасце.
Рејчел Јуен-Колингриџ и Малколм Чоат (Универзитет Маквори) користили су стихометрију заједно са другим врстама доказа како би извели закључке о преписивачкој пракси и техникама копирања.
Мирко Каневаро (Универзитет у Дараму) тврдио је да укупни стихометријски бројеви у Демостеновим рукописима потичу из најранијих издања. Користио је ове укупне бројеве да би показао да наводни одломци документарних доказа уметнути у говоре нису били присутни у тим раним издањима и да су стога касни фалсификати. Његова књига, Документи у атичким говорима, укључује увод у стихометрију.